# Raymond Queneau

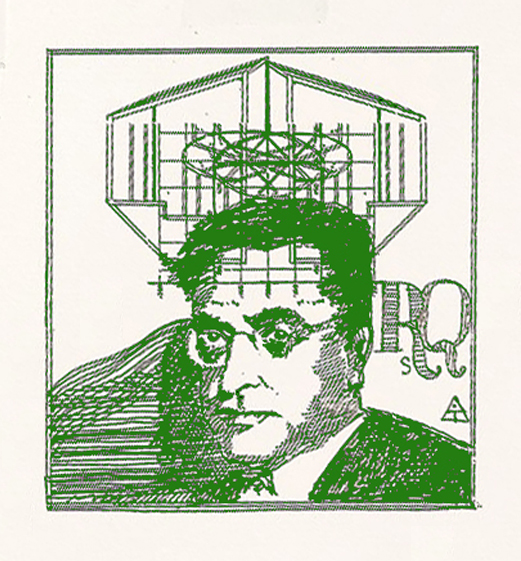
Porträt von Raymond Queneau von Jean-Max Albert

Raymond Queneau (* 21. Februar 1903 in Le Havre; † 25. Oktober 1976 in Neuilly-sur-Seine bei Paris) war ein französischer Dichter und Schriftsteller. Sein bekanntestes Werk ist der Roman Zazie dans le métro.

## Leben und Schaffen
Nach seinem Baccalauréat in Le Havre ging Queneau 1920 nach Paris, wo er an der Sorbonne und an der École pratique des hautes études Philosophie- und Mathematikkurse belegte. Während seines Studiums kam Queneau mit dem Surrealismus in Kontakt. Nach seiner Rückkehr vom Militärdienst in Algerien und Marokko (1925–1927), bildete er mit den Surrealisten André Breton, Marcel Duhamel, Jacques Prévert, Georges Sadoul und Yves Tanguy die Groupe de la rue du Château, an deren Aktivitäten er teilnahm, bis er sich 1929 mit André Breton überwarf. 1930 trat er dem Cercle communiste démocratique (CCD) bei, der die von Boris Souvarine geführte Zeitschrift La Critique sociale herausgab. Im CCD engagierte er sich u. a. mit Michel Leiris und Georges Bataille bei antifaschistischen Aktionen.
1933 debütierte Queneau mit dem Roman Le Chiendent (deutsch: Der Hundszahn), für den er – als erster Laureat – mit dem „Prix des Deux Magots“ ausgezeichnet wurde. 1938 wurde Queneau Verlagslektor und Übersetzer bei Éditions Gallimard. Zu Kriegsbeginn 1939 nur kurzzeitig mobilisiert, verbrachte Queneau den größten Teil der deutschen Okkupation mit seiner Familie im Limousin. Nach Kriegsende lernte er Boris Vian kennen und nahm ihn im Juli 1945 für Gallimard unter Vertrag. Vian wiederum regte Queneau dazu an, unter Pseudonym einen Unterhaltungsroman zu schreiben, um mehr zu verdienen. 1947 veröffentlichte er unter seinem Pseudonym Sally Mara den Roman On est toujours trop bon avec les femmes (deutsch: Man ist immer zu gut zu den Frauen), der 1971 unter gleichem Namen von Michel Boisrond verfilmt wurde.
1947 erschien sein vielbeachtetes Buch Exercices de Style (deutsch: Stilübungen), in dem er eine Anekdote aus dem „Autobus S“ neunundneunzigmal erzählt und sie dabei in zahlreichen Genres und Stilen, sowie in französischen Dialekten, Soziolekten, bis hin zur Lautschrift variiert. Queneau, der sich für Mathematik sowie deren Anwendung im literarischen Schreiben sehr interessierte, war ab 1948 Mitglied der Société Mathématique de France. Im Jahr 1950 wurde er ins Collège de ’Pataphysique aufgenommen. Die von Alfred Jarrys Ideen inspirierte Künstlergruppe erhob ihn dabei in den Ehrenrang eines Satrapen. Von 1951 bis zu seinem Tod hatte Queneau einen Sitz in der Académie Goncourt inne, die alljährlich den besten französischsprachigen Roman mit dem Prix Goncourt ehrt.
Aus einem gemeinsamen Interesse an Science-Fiction gründete er 1951 mit Boris Vian den Club des Savanturiers, aus dem fünf Jahre später der Cercle du Future hervorging, dessen Präsident Queneau wurde. 1952 regte Jean-Paul Sartre den Komponisten Joseph Kosma dazu an, Queneaus Gedicht Si tu t'imagines zu vertonen. Das 1950 von Juliette Gréco veröffentlichte Chanson zählt zu deren erfolgreichsten Titeln. 1952 war Queneau Jury-Mitglied bei den 5. Internationalen Filmfestspielen von Cannes. Im selben Jahr wurde er in die Académie de l’humour français aufgenommen. Ab 1954 arbeitete Queneau bei Gallimard als Direktor der Encyclopédie de la Pléiade. Mit seinem 1959 erschienenen Roman Zazie dans le métro (deutsch: Zazie in der Metro), der die Abenteuer einer „Provinzgöre“ in Paris beschreibt, wurde er berühmt. Das Buch erhielt den Grand prix de l'humour noir Xavier-Forneret und wurde im Folgejahr von Louis Malle verfilmt (deutscher Titel: Zazie).
1960 gründete Queneau zusammen mit François Le Lionnais die Künstlerbewegung OuLiPo, der u. a. auch die Schriftsteller Georges Perec und Italo Calvino angehörten. Sein bekanntestes oulipotisches Werk ist der Gedichtband Cent mille milliards de poèmes (deutsch: Hunderttausend Milliarden Gedichte) aus dem Jahr 1961. Sein surrealistischer Roman Les Fleurs bleues (deutsch: Die blauen Blumen) von 1965 wurde ein weiterer Publikumserfolg. Darin variierte Queneau den Schmetterlingstraum von Tschuang-tse: Der Roman handelt von zwei Personen, die zu unterschiedlichen Zeiten an unterschiedlichen Orten in den Träumen des jeweils anderen zu leben scheinen.
Nach dem Tod seiner Frau Janine im Jahr 1972 zog sich Queneau zeitweilig von allen literarischen Aktivitäten zurück. Er erkrankte an Lungenkrebs und wurde nach seinem Tod am 25. Oktober 1976 auf dem Friedhof von Juvisy-sur-Orge beigesetzt.

## Werke (Auswahl)

### Romane
- Le Chiendent, Éditions Gallimard,[A 6] Paris 1933 – dt.: „Der Hundszahn“, übers. von Eugen Helmlé,[A 7] Werner Gebühr Verlag, Stuttgart 1972, ISBN 3-920014-03-0.
- Gueule de pierre, 1934.
- Les Derniers Jours, 1936, – dt.: „Die kleinen Geschäfte des Monsieur Brabbant“, Werner Gebühr Verlag, Stuttgart 1977.
- Odile, 1937, – dt.: „Odile“, Manesse, München 2009, ISBN 978-3-7175-2186-0.
- Les Enfants du Limon, 1938 – dt.: „Die Kinder des alten Limon“, Zweitausendeins, Frankfurt 1988.
- Un rude hiver, 1939 – dt.: „Ein Winter in Le Havre“, Gebühr Verlag, Stuttgart, 1975; auch als: „Ein strenger Winter“, Suhrkamp, Frankfurt 1985.
- Les Temps mêlés (Gueule de pierre II), 1941.
- Pierrot mon ami, 1942 – dt.: Mein Freund Pierrot. Roman aus dem heutigen Paris, übers. von Gottfried Beutel, Stuttgarter Verlag, Stuttgart 1950.
- Loin de Rueil, 1944 – dt.: „Die Haut der Träume. ›Fern von Rueil‹“, Suhrkamp, Frankfurt, 1964.
- Le Cheval Troyen, mit Radierungen von Christiane Alanore, Editions Georges Visat, Paris 1948.
- Saint-Glinglin, 1948 – dt.: „Heiliger Bimbam“, übers. von Eugen Helmlé und Ludwig Harig. Suhrkamp, Frankfurt 1965.
- Le Dimanche de la vie, 1952 – dt.: „Sonntag des Lebens“, Stahlberg, Karlsruhe 1968.
- Zazie dans le métro, 1959 – dt.: „Zazie in der Metro“, Suhrkamp, Frankfurt am Main 1960; neuübers. und Nachwort von Frank Heibert, Suhrkamp, Berlin 2021, ISBN 978-3-518-47116-6.
- Les Œuvres complètes de Sally Mara, 1962, ISBN 978-2-07-028752-9.
- Les Fleurs bleues, 1965 – dt.: „Die blauen Blumen“, Stahlberg, Karlsruhe 1966.
- Le Vol d’Icare, 1968 – dt.: „Der Flug des Ikarus“, Stahlberg, Karlsruhe 1969.

#### Unter Pseudonym
- Sally Mara, On est toujours trop bon avec les femmes (Roman), Éditions du Scorpion, 1947;[A 8] Gallimard, 1971 – dt.: „Man ist immer zu gut zu den Frauen“, Karlsruhe, Stahlberg 1964.
- Sally Mara, Journal intime (Bildungsroman), Éditions du Scorpion, Paris 1950 – dt.: „Intimes Tagebuch der Sally Mara“, Stahlberg, Karlsruhe 1963 und Zweitausendeins, Frankfurt 1979.
- Sally plus intime, zuerst in: Raymond Queneau, Les Œuvres complètes de Sally Mara (1962).

### Kurzprosa und Erzählungen
- Exercices de Style, 1947 – dt.: „Stilübungen. Autobus S“, Suhrkamp, Frankfurt 1961; „Stilübungen“ erweiterte Neuübers. von Frank Heibert und Hinrich Schmidt-Henkel: Suhrkamp, Frankfurt 2016, ISBN 978-3-518-22495-3.[A 9]
- Contes et propos. Vorwort Michel Leiris, 1981 – dt.: „Vom Nutzen und Nachteil der Beruhigungsmittel. Erzählungen“, Übers. und Nachbemerkungen von Hans Thill (Auswahl, ohne das Vorwort) Wagenbach, Berlin 2002, ISBN 3-8031-3170-7.

### Lyrik

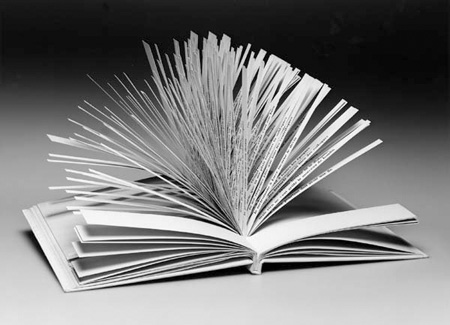
Cent mille milliards de poèmes: Durch die freie Kombination der physisch getrennten Zeilen ergeben sich de facto 10^{14} Gedichtvarianten. Laut der von Queneau im Vorwort angestellten Berechnungen bräuchte man 190.258.751 Jahre, um alle zu lesen.

- Chêne et chien (Versroman), Denoël, Paris 1937 – dt.: „Eiche und Hund“[A 10], übers. von Maria Hoffmann-Dartevelle, in: Lettre International 60, Frühjahr 2003.
- Les Ziaux, 1943.
- L’Instant fatal, 1946.
- Petite cosmogonie portative, 1950 – dt.: „Taschenkosmogonie“, übers. von Ludwig Harig, Vorwort von Max Bense, Limes Verlag, Wiesbaden 1963.
- Cent mille milliards de poèmes, 1961 – dt.: „Hunderttausend Milliarden Gedichte“, ins Deutsche übertragen von Ludwig Harig, Zweitausendeins, Frankfurt 1984.
- Le Chien à la mandoline, 1965.
- Courir les rues, 1967.
- Battre la campagne, 1968.
- Fendre les flots, 1969.
- Morale élémentaire, 1975.

### Essays und Sachartikel
- Lorsque l'esprit, hrsg. von Oktav Votka, Collège de ’Pataphysique, Charleville 1955.
- Joan Miró ou le Poète préhistorique, 1949 – dt.: „Miró oder der prähistorische Poet“, in: Eröffnungen. Magazin für Literatur & bildende Kunst Nr. 16, 5. Jg. 1965.
- Bâtons, chiffres et lettres, 1950 – dt.: „Striche, Zeichen und Buchstaben“ (Frühe Texte der Moderne), Edition text + kritik, München 1990, ISBN 978-3-88377-363-6.
- Bords. Mathématiciens, précurseurs, encyclopédistes mit Illustrationen von Georges Mathieu, 1963 – dt.: „Mathematik von morgen“, Nymphenburger Verlagshandlung, München 1967.
- Une Histoire modèle, 1966 – dt.: „Eine Modellgeschichte“ (Frühe Texte der Moderne), zweisprachig, Edition text + kritik, München 1985, ISBN 978-3-88377-211-0.
- Le Voyage en Grèce, 1973.
- Traité des vertus démocratiques, 1993.
- „Sur les suites s-additives“, in: Journal of Combinatorial Theory 12-1 (1972), S. 31–71.
- Connaissez-vous Paris ?, mit einem Nachwort von Emmanuël Souchier 2011, ISBN 978-2-07-044255-3.
- Ma vie en chiffres, mit Illustrationen von Claude Stassart-Springer, Vorwort von Pierre Bergounioux, Éditions Fata Morgana, Saint-Clément-de-Rivière 2022, ISBN 978-2-37792-096-9.

### Briefwechsel, Gespräche und Tagebücher
- Entretiens avec Georges Charbonnier, 1962.
- Correspondances Raymond Queneau – Élie Lascaux, Temps mêlés (Documents Queneau), Verviers 1979.
- Une correspondance Raymond Queneau – Boris Vian, Les Amis de Valentin Brû (Nr. 21), Levallois-Perret 1982.
- Raymond Queneau et la peinture, Jean Hélion, Les Amis de Valentin Brû (Nr. 24–25), Levallois-Perret 1983.
- Raymond Queneau et la peinture, II, Enrico Baj, Les Amis de Valentin Brû (Nr. 26), Levallois-Perret 1984.
- Raymond Queneau et la peinture, IV, Élie Lascaux, Les Amis de Valentin Brû, Levallois-Perret 1985.
- 30 lettres de Raymond Queneau à Jean Paulhan, Revue de l'association des amis de Valentin Brû, Levallois-Perret 1986.
- Journal 1939–1940, 1986, ISBN 978-2-07-070662-4.
- Lettres croisées, 1949–1976 : André Blavier, Raymond Queneau, mit Anmerk. von Jean-Marie Klinkenberg, Brüssel: Éditions Labor, 1988.
- Raymond Queneau et la peinture, VI Jean Dubuffet, Revue de l'association des Amis de Valentin Brû (Nr. 28–30), Levallois-Perret 1993, ISSN 0299-1950.
- Journaux 1914–1965, 1996, ISBN 978-2-07-073129-9.

### Theaterstücke
- En passant, in: Revue de littérature Nr. 8, Marc Barbezat, Lyon 1944 – dt.: „Nebenbei“, Verlag der Autoren, Frankfurt am Main, 1978.
- Exercice de style, UA 1949, La Rose rouge (Paris), Regie: Yves Robert – dt.: „Stilübungen Autobus S“, übers. von Ludwig Harig und Eugen Helmlé, EA 1965, Forum-Theater Berlin, Regie: Paul Vasil.
- La Légende des poules écrasées, in: Le Nouveau Magazine littéraire Nr. 523, September 2012.
- Monsieur Phosphore (1940, unvollendet), Illustrationen von Jean-Marie Queneau, Éditions Fata Morgana, Saint-Clément-de-Rivière 2021, ISBN 978-2-37792-076-1.

### Herausgeberschaft
- Alexandre Kojève: Introduction à la lecture de Hegel. Leçons sur la phénoménologie de l’esprit, professées de 1933 à 1939 à l’Ecole des Hautes-Etudes. Hrsg. von Raymond Queneau, 1947.
  - Teilübersetzung: Alexandre Kojève: Hegel, eine Vergegenwärtigung seines Denkens. Kommentar zur Phänomenologie des Geistes, übers. von Iring Fetscher. Kohlhammer, Stuttgart 1958, ab 1975 bei Suhrkamp, Frankfurt/Main, ISBN 3-518-27697-2.
- Pour Une Bibliothèque Idéale. Enquête présentée par Raymond Queneau, 1956.

### Als Übersetzer aus dem Englischen
- Le Mystère du train d'or von Edgar Wallace, zusammen mit seiner Frau Janine (hier als Jean Raymond), 1934.
- Peter Ibbetson von George du Maurier, 1946.
- L'Ivrogne dans la brousse von Amos Tutuola, 1953.
- Impossible ici von Sinclair Lewis, 1953.

## Filmographie
- Monsieur Ripois (Liebling der Frauen) von René Clément, Drehbuch mit René Clément und Hugh Mills (1954).
- Certains l'aiment chaud (Manche mögen’s heiß) von Billy Wilder, französische Synchondialoge (1959).
- La Mort en ce jardin (Pesthauch des Dschungels) von Luis Buñuel, Drehbuch mit Luis Alcoriza, Gabriel Arout und Luis Buñuel (1956).
- Le Chant du styrène von Alain Resnais, Drehbuch von Queneau nach seinem gleichnamigen Gedicht (1958).
- Un couple (Ehe französisch) von Jean-Pierre Mocky, Dialoge (1960).
- Zazie dans le métro (Zazie) von Louis Malle, nach dem gleichnamigen Roman von Queneau, Drehbuch (1960).
- Landru (Der Frauenmörder von Paris) von Claude Chabrol, Darsteller der Rolle Georges Clemenceau (1963).
- La cité de l'indicible peur (Angst in der Stadt) von Jean-Pierre Mocky, Dialoge (1964).
- Le Dimanche de la vie von Jean Herman, nach dem gleichnamigen Roman von Queneau, Dialoge (1967).
- On est toujours trop bon avec les femmes von Michel Boisrond, nach dem gleichnamigen Roman von Sally Mara [Queneau], Drehbuch (1971).
- Pierrot mon ami von François Leterrier nach dem gleichnamigen Roman von Queneau (1979).
- Le vol d'Icare von Daniel Ceccaldi nach dem gleichnamigen Roman von Queneau (1980).

## Diskografie
- Juliette Gréco, Si tu t'imagines, Musik von Joseph Kosma zum gleichnamigen Gedicht von Queneau, Columbia (1950).
- Guy Béart, Tant de sueur humaine, Musik von Guy Béart zum gleichnamigen Gedicht von Queneau, Disques Temporel (1965).
- Jean-Marie Humel, Raymond Queneau mis en musique et chanté, Disques Jacques Canetti (1991).
- Text'up, François Cotinaud fait son Raymond Queneau, Label Musivi (2002).
- Diverse, Raymond Queneau – Chanté Par Juliette Gréco, Catherine Sauvage, Zizi Jeanmaire, Bernard Ascal, Les Frères Jacques Et Gilles Maugenest, EPM Musique (2002).
- Stefano Bollani, Les Fleurs bleues, inspiriert vom gleichnamigen Roman von Queneau, Label Bleu (2004).